# Kalinówka-Bystry
Kalinówka-Bystry – wieś w Polsce położona w województwie podlaskim, w powiecie zambrowskim, w gminie Rutki.
Wierni kościoła rzymskokatolickiego należą do parafii św. Anny w Rutkach-Kossakach.

## Historia
W latach 1921–1925 wieś leżała w województwie białostockim, w powiecie łomżyńskim, w gminie Kossaki-Rutki a od 1925 w gminie Rutki.
Według Powszechnego Spisu Ludności z 1921 roku wieś zamieszkiwało 98 osób w 17 budynkach mieszkalnych. Miejscowość należała do parafii rzymskokatolickiej w Rutkach. Podlegała pod Sąd Grodzki w Zambrowie i Okręgowy w Łomży; właściwy urząd pocztowy mieścił się w Rutkach-Kossakach.
W wyniku napaści ZSRR na Polskę we wrześniu 1939 miejscowość znalazła się pod okupacją sowiecką. Od czerwca 1941 roku pod okupacją niemiecką. Od 22 lipca 1941 do 1945 włączona w skład Landkreis Lomscha, Bezirk Bialystok III Rzeszy.
W latach 1975–1998 miejscowość administracyjnie należała do województwa łomżyńskiego.